# Federico da Montefeltro
Frederico III de Montefeltro, em italiano Federico da Montafeltro (7 de junho de 1422 – 10 de setembro de 1482), foi o duque de Urbino sob o nome de Federico III. Era filho ilegítimo de Guidantonio de Montefeltro. Nasceu em Gubbio, comuna italiana da região da Umbria, província de Perugia.
Comandante e estrategista militar, Montefeltro foi também um homem das letras e investiu no mecenato cultural. Aos 22 anos assumiu o governo de Urbino que, durante o seu reinado (1444 – 1482) passa a ser um centro econômico e cultural do Renascimento.
Baldassare Castiglione, em O Cortesão, escreveu o seguinte a respeito do duque de Urbino, Federico da Montefeltro: "com imensas despesas, reuniu um grande número de magníficos e raros livros gregos, latinos e hebraicos, os quais guarneceu de ouro e prata, considerando que essa fosse a maravilha suprema de seu magnífico palácio".
Trata-se do acervo do duque de Urbino, uma das maiores bibliotecas do Renascimento italiano, com as obras completas de São Tomás de Aquino, Dante Degli Alighieri e Giovanni Boccaccio, todos os estudos de medicina do período, diversas enciclopédias e as coleções mais importantes de teologia, geografia, poesia, história e astrologia. Seu palácio tornou-se ponto de encontro de arquitetos, pintores e escritores, todos patrocinados por Montefeltro, conhecido como “A luz da Itália”.
Morreu atingido pela febre em setembro de 1482 em Ferrara, aonde veio para comandar o exército de Hércules I d'Este na Guerra de Ferrara contra a República de Veneza.